# Kritický realismus (literatura)
Kritický realismus je pojem literární historie, spojovaný s marxistickou literární vědou, primárně sovětskou. V Sovětském svazu se rozšířil po roce 1934, když byly oficiálně stanoveny teze socialistického realismu, jehož předchůdcem měl kritický realismus být. Ve druhé polovině 20. století začali s pojmem pracovat literární vědci v některých zemích východního bloku a do jisté míry se udržel také po pádu socialistických režimů. V českém porevolučním prostředí je užíván v některých středoškolských učebnicích, slovnících a přehledových pracích, často nejasně. Někdy jako synonymum pro realismus 19. a počátku 20. století, jindy jako druhá, vyspělejší fáze realismu. V západní literární vědě se s konceptem kritického realismu pracuje zřídka.
Jako odlišně definovaný pojem bez vztahu k literatuře se kritický realismus objevuje také v české sociologii začátku 20. století a ve filosofii.

## Historie pojmu
V marxistickém myšlení má koncept „kritického realismu“ dlouhou tradici. V náznaku se objevuje již u Marxových a Engelsových komentářů k Balzacovi, Dickensovi a dalším autorům. Podle Engelse zaznamenávali tito spisovatelé realitu buržoazní společnosti „lépe než historikové, ekonomové a statistici z povolání“.
Pojem „kritický realismus“ se někdy, byť nikoliv často, objevuje i ve starší západní literární vědě. Používá ho například významný americký literární historik Vernon Louis Parrington v knize Hlavní proudy amerického myšlení 3: Počátky kritického realismu 1860–1920 (1930). Parrington chápe „kritický realismus“ jako vyvrcholení americké progresivní tradice, začínající již v 18. století a prostřednictvím objektivního zachycování společnosti zpochybňující dokonalost systému postaveného kolem průmyslu.
Popularizace termínu v jeho sovětské podobě je spojena především s osobou Maxima Gorkého. Na I. sjezdu sovětských spisovatelů v roce 1934 přednesl projev o nově ustanoveném socialistickém realismu a odlišil od sebe „kritický realismus“, „romantický realismus“ a „socialistický realismus“. Kritický realismus podle Gorkého interpretace vyrůstá ze skutečnosti, že jeho tvůrcové, jako Saltykov-Ščedrin nebo Tolstoj, žili ve zkorumpované společnosti a právoplatně ji kritizovali. Socialistický realismus má být naopak psán v ideálním režimu, a tedy již nemá být vůči společnosti kritický, ale naopak v první řadě optimistický.
Značný podíl na rozšíření, systematizaci a dogmatizaci pojmu měl maďarský marxistický filosof a literární kritik György Lukács. „Kritický realismus“ chápe Lukács jako jedinou formu umění, která je ideologicky přijatelná a schopná kritizovat dobovou společenskou realitu. Své názory deklaroval v knize Význam současného realismu (1957). V této publikaci tvrdí, že termín realismus si přisvojili myslitelé jako Ernst Bloch či Theodor Adorno, inspirovaní avantgardou a autory jako James Joyce nebo Franz Kafka, které Lukács zavrhuje. Domnívá se, že pro správné členění literatury je nutné využívat nikoliv pojmu „realismus“, nýbrž spojení „kritický realismus“, a sice jako označení pro „stále ještě relevantní buržoazní realismus 19. století“ a jeho dobové pokračovatele, mezi něž řadí především Thomase Manna. Lukács je zároveň toho názoru, že „kritický realismus“ je sice vůči „socialistickému realismu“ méněcenný, avšak přinejmenším je to krok správným směrem. Argumentuje tvrzením, že i když není přímo socialistický, bere alespoň socialismus v úvahu. „Angažované“ umění „kritického realismu“ staví do kontrastu proti „formalistní“ avantgardě a dekadenci.
V českém prostředí se pod rozšíření pojmu podepsal Jan Otokar Fischer svou knihou Kritický realismus: Balzac, Stendhal a základní otázky realismu (1979). V ní uvádí, že termín do západní literární vědy, a to i do té marxistické, proniká jen s obížemi. Definuje jej pak jako „realismus, který kriticky zobrazuje měšťáckou skutečnost, aniž z ní ještě vidí socialistické východisko“.
V českém prostředí po roce 1989 se pojem „kritický realismus“ používal dále, zejména ve středoškolských učebnicích a slovnících. Charakteristika směru je ale v textech často stručnější, méně ideologicky razantní a chybí informace, že jde o termín spojený s marxistickou literární vědou. Od konce 90. let začínají vycházet texty, jež termín „kritický realismus“ již neužívají, například Pospíšilova studie Ruský román. Nástin utváření žánru do konce 19. století (1998) nebo kolektivní přehledové dílo Česká literaturu od počátků k dnešku (1998). V mnoha textech, nejčastěji přehledových, se ale pojem vrací i po roce 2000, aniž by bylo vysvětleno, co má přesně znamenat. Ve stati Ludvíka Štěpána „Od romantického vidění k realistickému pohledu“ (2003) je kupříkladu „kritický realismus“ pojímán jako vyšší stádium realismu, bez vysvětlení, proč tomu tak je.

## Užití mimo literaturu
V roce 1913 se pojem „kritický realismus“ objevil v české sociologii, když jej zavedl Inocenc Arnošt Bláha článkem „Kritický realism v sociologii“ v časopise Česká mysl (ročník XIV, 1913). Pojem vychází z Masarykovy filosofie a Durkheimovy metody, ale užívali jej pouze někteří čeští a slovenští sociologové (například Anton Štefánek), do zahraničních sociologických úvah nepronikl. Podle shrnutí Jana Macků se jedná o „českou modifikaci sociologického strukturalismu, nebo přesněji takovou variantu genetického funkcionalismu, v níž je respektován vědomý aktivismus jedince i sociální situace.“ V 50. letech však sám Bláha pojem „kritický realismus“ v kontextu sociologie používat přestal.
Ve filosofickém, především epistemologickém kontextu se používá užívá pro označení úvah četných filosofů, Démokrita, Johna Locka a dalších. „Kritický realismus“ je spojen s rozlišováním primárních a sekundárních kvalit objektů a stojí v kontrastu k „naivnímu realismu“. Jako specifický pojem moderní filosofie vědy se „kritický realismus“ etabloval po roce 1975, v souvislosti s úvahami anglického myslitele Roye Bhaskara a jeho knihou Realistická teorie vědy (1975). Vznikl jako označení Bhaskarova filosofického přístupu kombinací „transcendentálního realismu“ a „kritického naturalismu“. Označením „kritický“ se „kritický realismus“ hlásí ke Kantově filosofii, označením „realismus“ se proti ní vymezuje. Roy Bhaskar užívá také termínu „dialektický kritický realismus“.